# Kui tuuled pöörduvad
Kui tuuled pöörduvad (svenska: om vindarna vänder) är en låt framförd av den estländska sångerskan Sandra Nurmsalu.
Låten är komponerad av den framgångsrike estniske kompositören Sven Lõhmus. Med låten ställer Nurmsalu upp i Eesti Laul 2014. Hon tog sig med låten till tävlingens final som hålls 1 mars 2014. Låten släpptes på Itunes den 26 januari 2014.
Enligt låtens upphovsman, Sven Lõhmus, tillhör låten genren världsmusik. Den är inspirerad av kontinenter som Asien och Oceanien med länder som Nya Zeeland, Tonga, Indonesien, Malaysia och Sri Lanka.